# Élections législatives de 2002 en Illinois
En 2002, les élections à la Chambre des représentants des États-Unis ont eu lieu le 5 novembre. 435 sièges devaient être renouvelés. Le mandat des représentants étant de deux ans, ceux qui ont été élus à l'occasion de cette élection siègeront dans le 108e Congrès du 3 janvier 2003 au 3 janvier 2005. Dans l'Illinois ou dix-neuf sièges devaient être renouvelés, la représentation à la Chambre reste inchangée. Ainsi l'Illinois envoie une majorité de dix républicains contre neuf démocrates.

## Résultats par districts
| District    | Résultats                                                                        |
| ----------- | -------------------------------------------------------------------------------- |
| Illinois 1  | Bobby Rush (D) 81.17% Raymond Wardingley (R) 16.21% Dorothy Tsatsos (L) 2,62 %   |
| Illinois 2  | Jesse Jackson, Jr. (D) 82.30% Doug Nelson (R) 17,70 %                            |
| Illinois 3  | Bill Lipinski (D) 100.00%                                                        |
| Illinois 4  | Luis Gutiérrez (D) 79.68% Tony Lopez-Cisneros (R) 15.12% Maggie Kohls (L) 5,20 % |
| Illinois 5  | Rahm Emanuel (D) 66.81% Mark Augusti (R) 28.86% Frank Gonzalez (L) 4,34 %        |
| Illinois 6  | Henry Hyde (R) 65.09% Tom Berry (D) 34,91 %                                      |
| Illinois 7  | Danny K. Davis (D) 83.21% Mark Tunney (R) 15.25% Martin Pankau (L) 1,53 %        |
| Illinois 8  | Phil Crane (R) 57.42% Melissa Bean (D) 42,56 %                                   |
| Illinois 9  | Jan Schakowsky (D) 70.27% Nicholas Duric (R) 26.83% Stephanie Sailor (L) 2,89 %  |
| Illinois 10 | Mark Kirk (R) 68.81% Hank Perritt (D) 31,19 %                                    |
| Illinois 11 | Jerry Weller (R) 64.32% Keith Van Duyne (D) 35,68 %                              |
| Illinois 12 | Jerry Costello (D) 69.25% David Sadler (R) 30,75 %                               |
| Illinois 13 | Judy Biggert (R) 70.26% Thomas Mason (D) 29,74 %                                 |
| Illinois 14 | Dennis Hastert (R) 74.14% Laurence Quick (D) 25,86 %                             |
| Illinois 15 | Tim V. Johnson (R) 65.17% Joshua Hartke (D) 31.04% Carl Estabrook (ILG) 3,79 %   |
| Illinois 16 | Donald Manzullo (R) 70.61% John Kutsch (D) 29,39 %                               |
| Illinois 17 | Lane Evans (D) 62.42% Peter Calderone (R) 37,58 %                                |
| Illinois 18 | Ray LaHood (R) 100,00%                                                           |
| Illinois 19 | John Shimkus (R) 54.79% David D. Phelps (D) 45,21 %                              |